# Anonconotus mercantouri
Anonconotus mercantouri is een rechtvleugelig insect uit de familie sabelsprinkhanen (Tettigoniidae). De wetenschappelijke naam van deze soort is voor het eerst geldig gepubliceerd in 2003 door Galvagni & Fontana.
1. ↑  (en) Anonconotus mercantouri op de IUCN Red List of Threatened Species.